# Barragem de Daivões
A Barragem de Daivões é uma barragem de betão em arco no rio Tâmega. Está localizada nos concelhos de Ribeira de Pena e Cabeceiras de Basto, nos distritos de Vila Real e Braga, respetivamente, Portugal.
Faz parte do Sistema Eletroprodutor do Tâmega, um complexo produtor de energia formado por três barragens e três centrais.
A Iberdrola assinou uma concessão de 70 anos com o Governo de Portugal em julho de 2014 para a concepção, construção e operação de três projetos: barragens do Alto Tâmega, Daivões e Gouvães.
A barragem foi inaugurada em julho de 2022.

## Barragem
A Barragem de Daivões tem 77,5 metros de altura e um comprimento de coroamento de 264,4 metros.

## Albufeira
A área superficial do reservatório da barragem tem 1,76 km 2.

## Central hidroelétrica
A unidade geradora da barragem é composta por duas unidades de turbina Francis de 57 MW com vazão máxima de 220m³/s e uma pequena unidade de 4,1 MW para turbinar a vazão ecológica, produzindo 159 GWh de eletricidade por ano. 
Os vertedouros estão localizados no centro sobre a barragem e são compostos por quatro comportas radiais com 11,5 m de largura e 9 m de altura cada uma, com capacidade máxima de vazão de 3.400 m³/s.